# Кравчук, Владимир Иванович (депутат)
Кравчук Владимир Иванович (род. 21 июля 1951, Плиска, Тернопольская обл.) — украинский учёный, доктор технических наук (2005), профессор (2004). Член-корреспондент УААН (механизация и электрификация сельского хозяйства, 11.2007); Секретариат Кабинета Министров Украины, заместитель начальника Управления координации осуществления аграрной политики, заведующий сектором по вопросам развития технической политики в аграрной сфере, социальной инфраструктуры и предпринимательства в сельской местности; заведующий кафедры сельскохозяйственного машиностроения Национального аграрного университета.

## Биография
Родился 21.07.1951 (с. Плиска, Лановецкий район, Тернопольская обл.); украинец.
Образование: Украинская сельскохозяйственная академия, факультет механизации сельскохозяйственного производства (1968—1973), инженер-механик; канд. дис. «Обоснование процесса отделения оберток и стержневой массы при измельчении початков кукурузы повышенной влажности на решетчатой молотковых дробилках.» (НИИ механизации и электрификации сельского хозяйства, 1992); док. дис. «Адаптация сельскохозяйственных машин в системах управляемых технологий земледелия» (Нац. аграрный ун-т, 2004).
Народный депутат Украины 2-го созыва с 03.1994 (1-й тур) до 04.1998, Белоцерковский изб. окр. № 215, Киев. обл., выдвинут трудовым коллективом. Заместитель председателя Комитета по вопросам АПК, земельных ресурсов и соц. развития села. Член фракции АПУ (до этого — группы «Аграрники Украины»). На время выборов: глава правления коллективного сельскохозяйственного предприятия «Вільнотарасівське» Белоцерковского р-на
- В 1975—1985 — старший инженер, главный инженер, начальник отдела, заместитель директора «Укрдосліднасінтресту» Главного управления сельскохозяйственной науки МСХ УССР.
- В 1985—1989 — заместитель директора опытного хозяйства «Терезино» Белоцерковского района.
- В 1989—1994 — председатель правления коллективного сельскохозяйственного предприятия «Вільнотарасівське» Белоцерковского района.
- С ноября 1995 — заместитель Министра машиностроения, ВПК и конверсии Украины — директор Государственного департамента тракторного и сельскохозяйственного машиностроения «Украгромаш».
- Ноябрь 1995 — февраль 2000 года — заместитель Министра промышленной политики Украины — директор Государственного департамента тракторного и сельскохозяйственного машиностроения «Украгромаш».
- В 05.2000-08.2002 — директор Государственный департамент тракторного и сельскохозяйственного машиностроения.

Лауреат Государственной премии Украины в области науки и техники (1992, 2001). Заслуженный работник сельского хозяйства Украины (11.1997).
Государственный служащий 2-го ранга (11.1996), 1-го ранга (1998).